# Фабрисио Колочини
Фабрисио Колочини (шп. Fabricio Coloccini; 22. јануар 1982) бивши је аргентински фудбалер који игра на позицији централног бека у одбрани.
Колочини је каријеру почео у клубу Бока јуниорс где је привукао пажњу Милана са којим је касније потписао уговор. У Милану није много играо јер је до 2004. године играо на позајмицама. Након што није успео да се избори за место у тиму, потписује за Депортиво ла Коруњу где је провео четири сезоне. Године 2008. је почео да игра за Њукасл јунајтед где се најдуже задржао и самим тим одиграо највише утакмица (преко 250 у свим такмичењима). Након тога се вратио у Аргентину где је играо за Сан Лоренцо и Алдосиви.
За репрезентацију Аргентине одиграо је 39 утакмица и постигао један гол. Наступао је на Светском првенству 2006. и Летње олимпијске игре 2004.|Олимпијским играма 2004. на којима је освојио златну медаљу.

## Успеси

### Клупски
Бока јуниорс
- Прва лига Аргентине: 1998, 1999.

Сан Лорензо
- Прва лига Аргентине: 2001.

Виљареал
- Интертото куп: 2003.[2]

Њукасл јунајтед
- Чемпионшип: 2009/10.[1]

### Репрезентативни
Аргентина до 20
- Светско првенство до 20 година: 2001.

Аргентина до 23
- Летње олимпијске игре: златна медаља 2004.

### Индивидуални
- ПФА тим године: Чемпионшип 2009/10.,[3] Премијер лига 2011/12.[4]